# کسلراک
کسلراک (به انگلیسی: Castlerock) یک منطقهٔ مسکونی در بریتانیا است که در شهرستان لندندری واقع شده‌است. کسلراک ۱٬۲۸۷ نفر جمعیت دارد.